# Nyctitheriidae
Nyctitheriidae — родина викопних комахоїдних, відомих з епох палеоцену та еоцену в Північній Америці та Азії та збереглася до олігоцену Європи. Кілька родів, включаючи Nyctitherium, Paradoxonycteris і Wyonycteris, спочатку були описані як кажани.

## Історія
Отніел Чарльз Марш спочатку описав Nyctitherium, з еоцену Вайомінга, як раннього кажана на основі подібності його зубів. З 1872 р. було названо понад два десятки інших родів ніктитеріїдів, і деякі з них спочатку також вважалися кажанами. Джордж Гейлорд Сімпсон визнав, що Nyctitherium не рід кажанів і в 1928 році назвав родину Nyctitherium та кількох інших родів Nyctitheriidae.
Багато додаткових видів Nyctitheriidae з Азії, Європи та Північної Америки були визнані протягом наступних десятиліть. Більшість видів відомі лише з ізольованих зубів і фрагментів щелеп, однак види Cryptotopos, Euronyctia, Plagioctenodon і Scraeva відомі з деяких посткраніальних кісток.

## Еволюційні відносини
Нещодавній філогенетичний аналіз помістив Nyctitheriidae у склад Eulipotyphla, хоча Хукер (2001, 2014) натомість стверджував, що на основі подібності кісток кінцівок є спорідненість з Euarchonta.
Лопатін (2006) визнав п'ять підродин Nyctitheriidae: Amphidozotheriinae, Asionyctiinae, Eosoricodontinae, Nyctitheriinae і Praolestinae. Beard and Dawson (2009) вважали, що Placentidentinae, які раніше вважалися спорідненими з Dermoptera, також представляють підродину в межах Nyctitheriidae. Філогенетичний аналіз багатьох видів ніктитеріїд визначив, що хоча Nyctitheriidae були переважно монофілетичними, деякі підродини та роди не були такими. Примітно, що підродини Amphidozotheriinae, Asionyctiinae і Nyctitheriinae, а також роди Leptacodon і Saturninia виявилися парафілетичними.